# Jakob Leslie
Jakob Leslie (ook James) (gestorven 12 december 1691 in Graz) was een rijksgraaf en veldmaarschalk in het keizerlijke, Habsburgse leger. Hij was een neef van veldmaarschalk Walter Leslie.
Jakob Leslie leidde een legerkorps in Kroatië tijdens de Grote Turkse Oorlog. Terwijl Karel V van Lotharingen streed tegen de hoofdmacht van de Ottomanen bij Gran (Esztergom in Hongarije), veroverde Leslie in augustus 1685 Osijek en slaagde erin de houten brug over de Drava in brand te steken.